# Funnix
Funnix is een stadsdeel van de gemeente Wittmund in de streek Oost-Friesland in de Duitse deelstaat Neder-Saksen.
Het bestaat uit drie plaatsjes, die alle ten noorden van de stad Wittmund aan de Bundesstraße 461 liggen, van noord naar zuid: Neufunnixsiel en Altfunnixsiel, beide aan het riviertje de Harle, en Funnix zelf.

## Geschiedenis
Het stadsdeel Funnix was tot in de zestiger jaren een zelfstandige gemeente. Funnix, Carolinensiel en Harlesiel werden toen samengevoegd. In de zeventiger jaren volgde de aansluiting bij de stad Wittmund.
Het dorp Funnix werd gesticht in de elfde eeuw en gebouwd op een terp. De Pfarrkirche St. Florian dateert van de dertiende eeuw. De klokkentoren is evenwel van de twaalfde eeuw, hetgeen duidt op een nog oudere kerk in Funnix. Door de voortschrijdende bouw van dijken in de inham van de rivier de Harle (de zogeheten Harlebucht) in het Harlingerland kwam de spuisluis (de Siel) steeds noordelijker te liggen. Altfunnixsiel werd gebouwd in 1599 en Neufunnixsiel in 1658. De sluis kwam nog weer later in Carolinensiel (1729) en uiteindelijk in Harlesiel (1953).
De zwaarste ramp die de gemeente Funnix trof was de Weihnachtsflut (Kerstvloed) een ernstige stormvloed in de nacht van 24 op 25 december 1717. Het water kwam tot aan de hogergelegen geestrand en spaarde Wittmund. Alleen al in de kerkgemeente Funnix werden 243 doden geteld, waarmee Funnix een der ernstigst getroffen gemeentes was.

## Bezienswaardigheden
- Pfarrkirche St. Florian in Funnix, met een doopvont en een wijwaterbekken uit de twaalfde eeuw; een altaar met houtsnijwerk uit de vijftiende eeuw; een barok-kansel van Jacob Cröpelin uit Esens en een rococo-kerkorgel (1760-1762).

De kerk is in gebruik bij de Evangelisch-lutherische Kirchengemeinde Carolinensiel und Funnix-Berdum. In tegenstelling tot de kerken in Funnix en Berdum, die beide op een terp zijn gebouwd, is de kerk van Carolinensiel uit 1776 (tot die tijd kerkte men in Funnix) een dijkkerk, de enige in zijn soort aan de Noordzeekust.
- Skulpturengarten Funnix, tegenover de kerk gelegen met de Sammlung Wubbena van de in Funnix geboren beeldhouwer Leonard Wübbena.

- Erdholländer Altfunnixsiel ( een zogenaamde grondzeiler uit 1802) in het dorp Altfunnixsiel.

- Alt- en Neufunnixsiel hebben enige faciliteiten voor de recreatieve kanosport op de Harle. Beide dorpen, die niet ver ten zuiden van de badplaats Carolinensiel liggen, hebben ook nogal wat vakantiehuisjes. Vooral Altfunnixsiel is sterk toeristisch; het dorpje bestaat voor meer dan de helft uit vakantiewoningen en heeft de status van Staatlich anerkannter Erholungsort.

## Fotogalerij

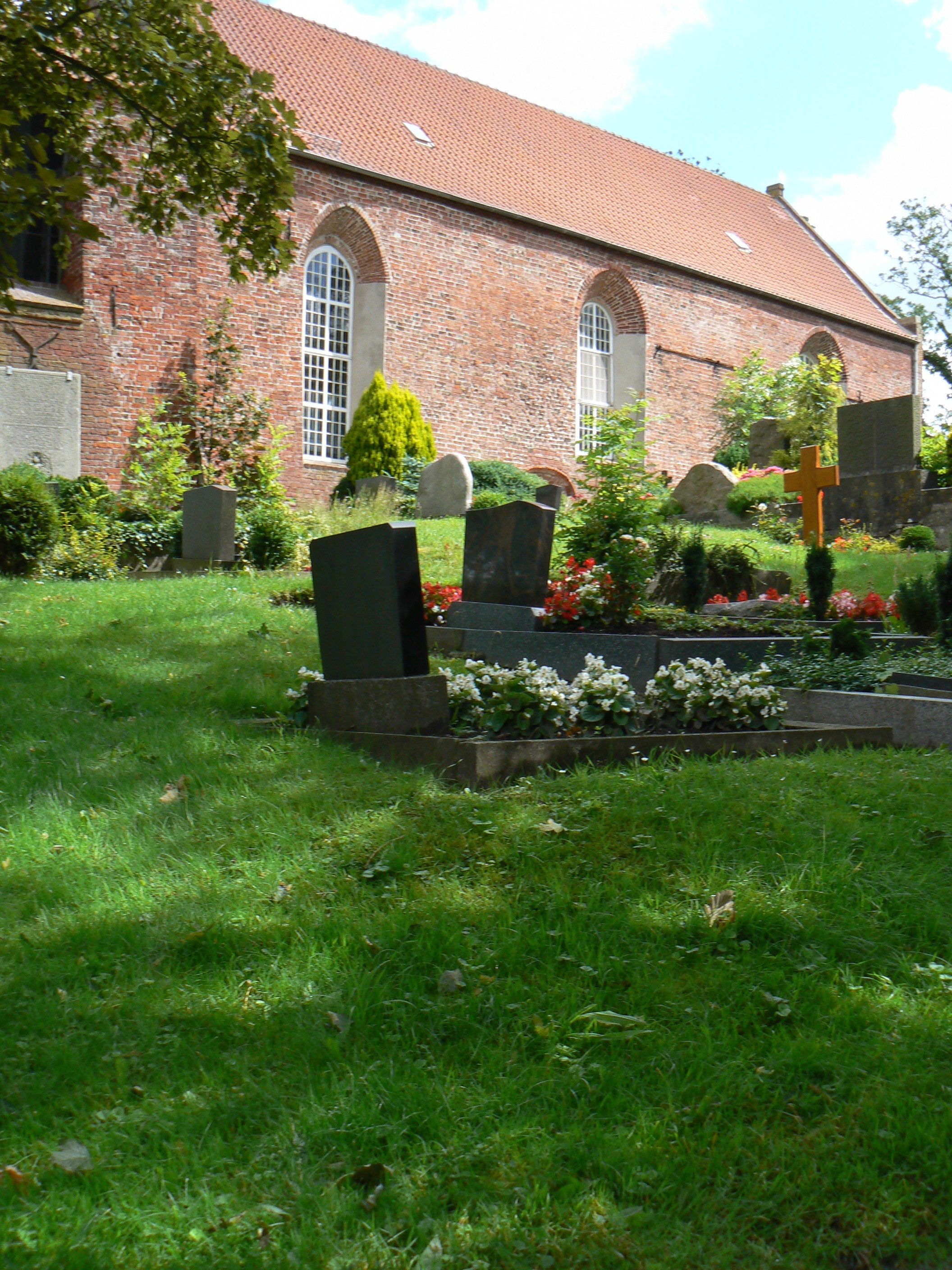
Pfarrkirche St. Florian op de terp
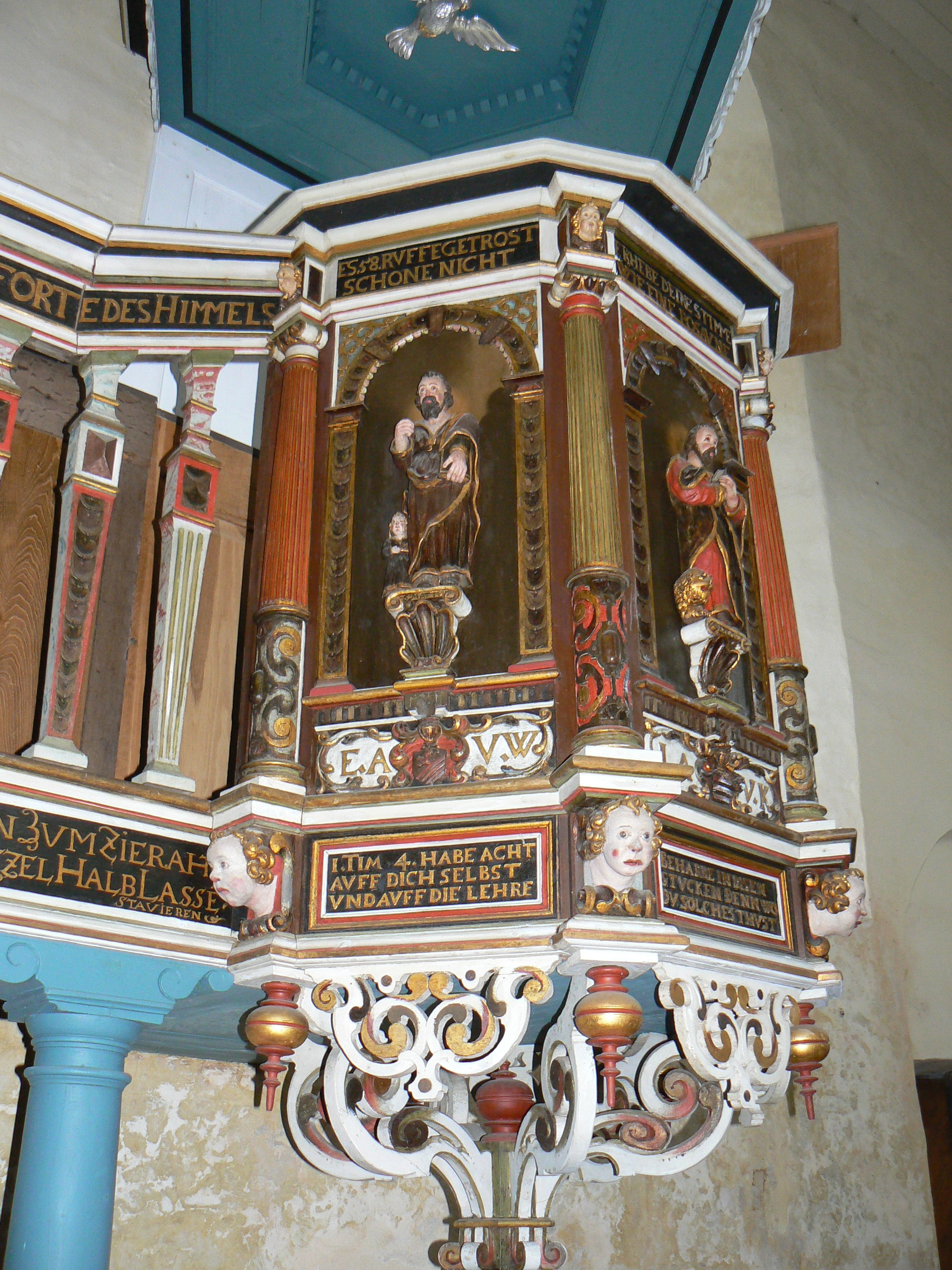
Barokkansel van de St. Florian
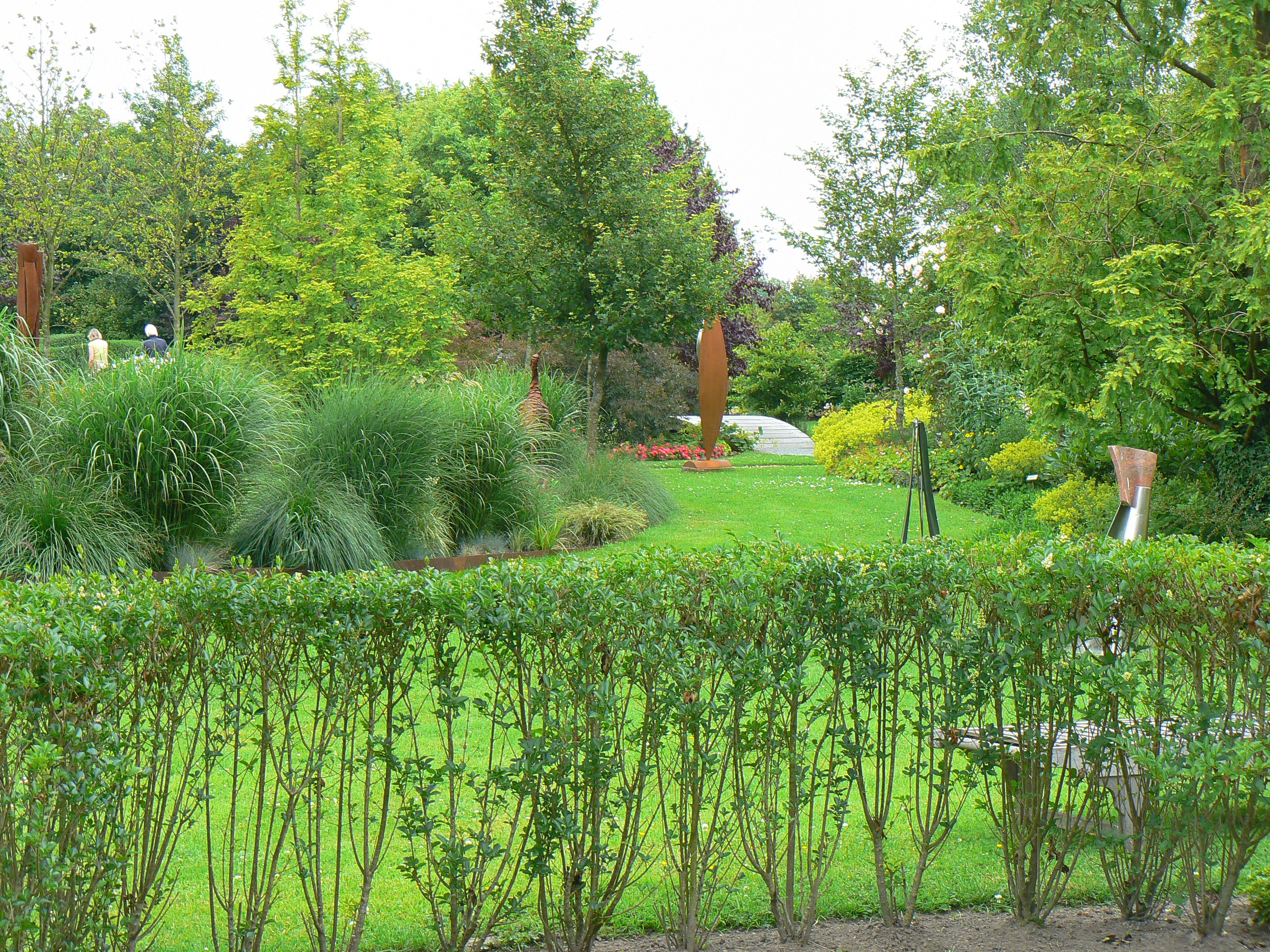
Skulpturengarten Funnix
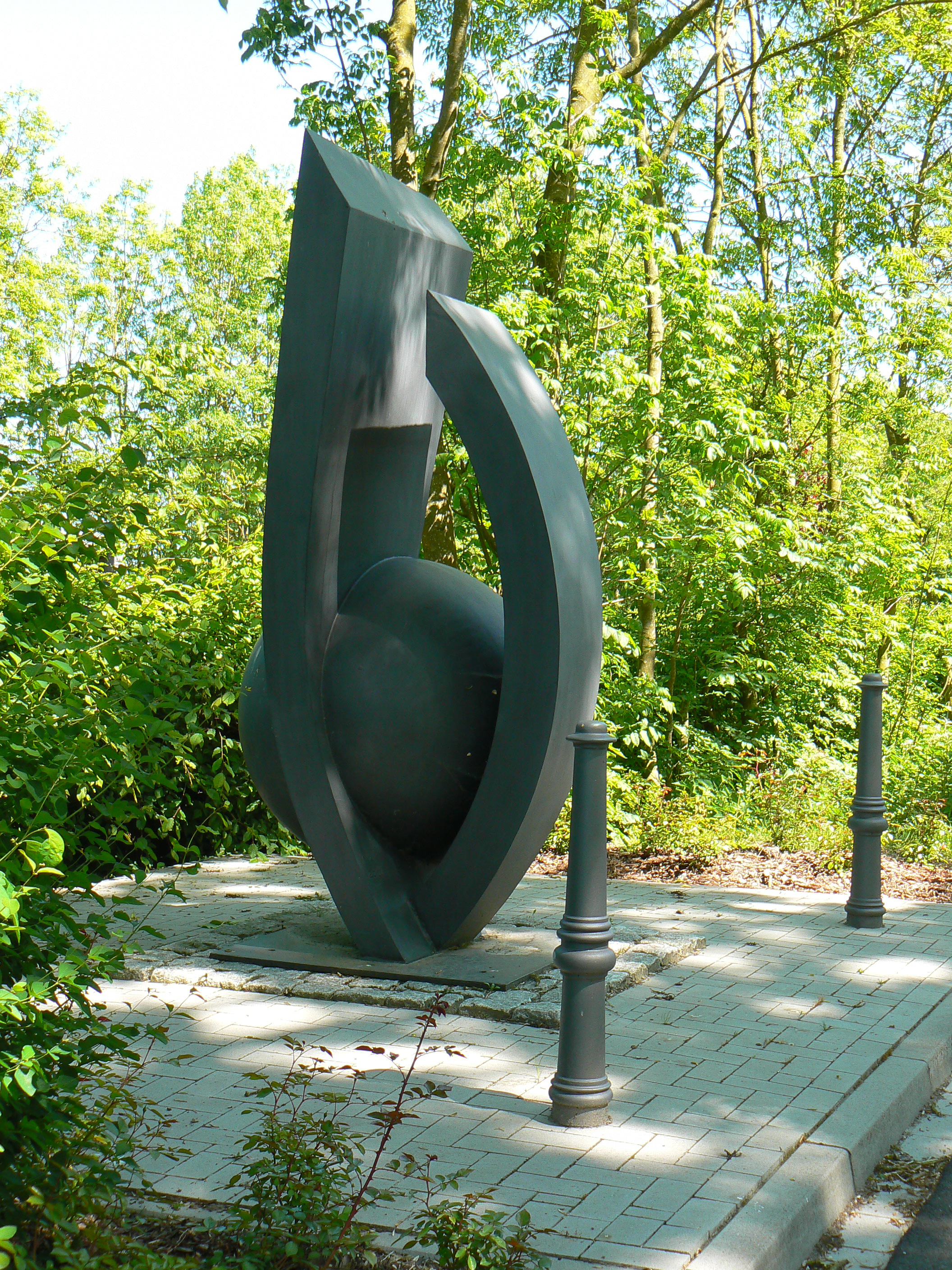
Keimling van Leonard Wübbena, in deze beeldentuin
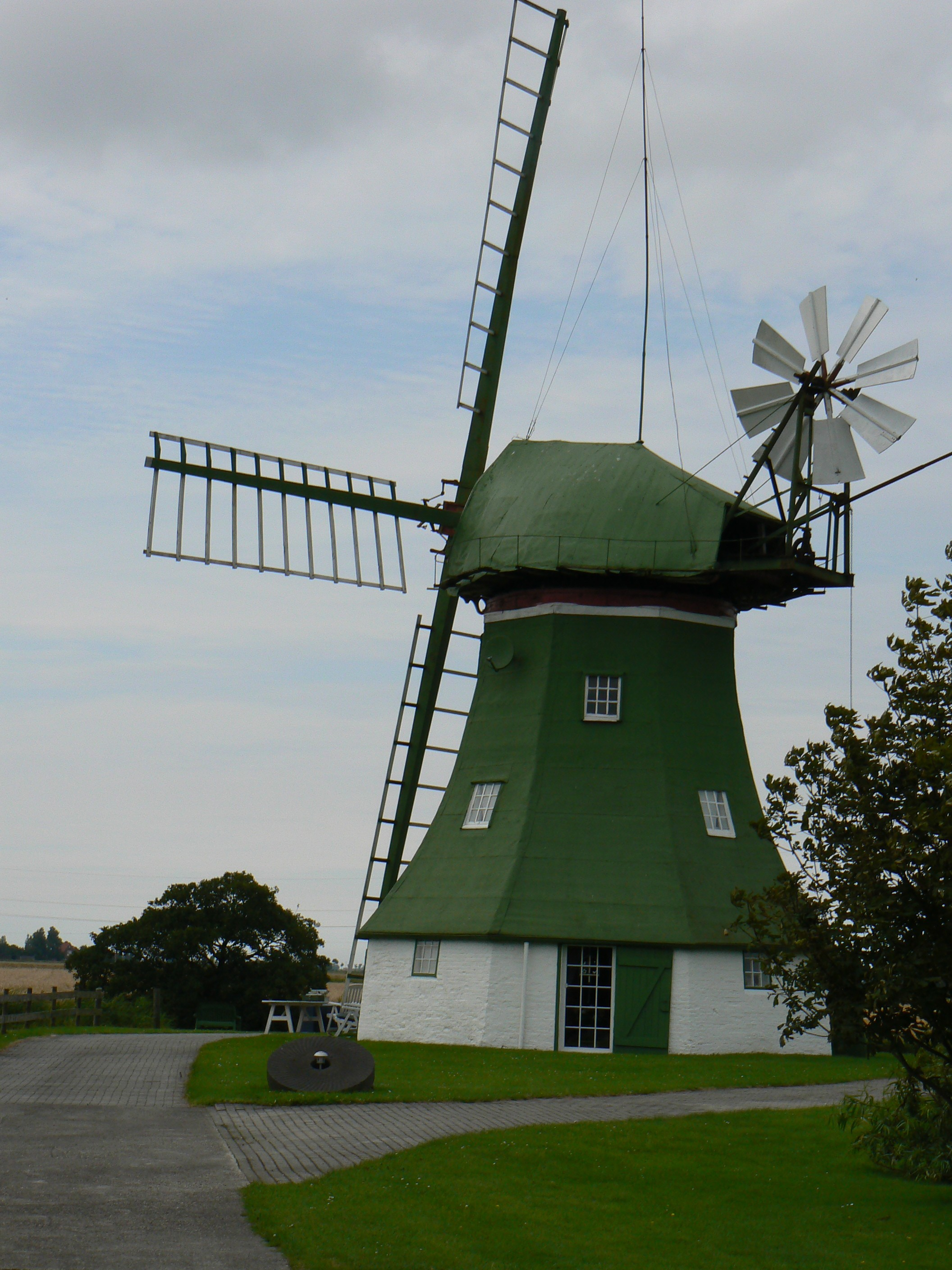
Molen van Altfunnixsiel